# Meneni német katonai temető
A meneni német katonai temető (Deutscher Soldatenfriedhof Menen) egy első világháborús sírkert Belgiumban. Ez e legnagyobb hasonló német első világháborús sírkert, 47 864 katona nyugszik benne.
Az első világháborúban Menen német kézben volt. A hadsereg nyitotta a temetőt a településhez közeli erdő mellett. Az 1950-es években felszámolták a Belgium területén található 128 német katonai temetőt, és az exhumált földi maradványok jelentős részét a meneniben helyezték végső nyugalomra. Körülbelül negyvenezer katona maradványait szállították át a meneni sírkertbe.
A belgiumi négy nagy német katonai temetőben – Hooglede (8247), Langemark (44 234), Menen (47 864), Vladslo (25 638) – és különböző brit sírkertekben 127 ezer német katona nyugszik.
A németek a sebesülteken túl 225 ezer embert (135 ezer elesettet és 90 ezer eltűntet) vesztettek Belgiumban, elsősorban Ypres közelében. Eredetileg 270 különböző helyen temették el őket. 1919-ben megalakult a német hadisírgondozó szervezet (Volksbund Deutsche Kriegsgräberfürsorge), amely 1926-ban felállított egy építőcsapatot, Robert Tischler müncheni tájépítész vezetésével. Céljuk olyan temetők kialakítása volt, amelyek illeszkednek az adott tájba és könnyű a karbantartásuk. Tischler munkáira jellemzőek a durva, érdes falak, a sötétvörös weseri homokkő épületek és a tölgyfák.